# Route européenne 017
Ne doit pas être confondu avec la route européenne 17, située en Belgique et en France.
Pour les articles homonymes, voir E017.
La route européenne 017 (E017) est une route reliant Ielabouga à Oufa.